# Captain of His Soul
Pour plus de détails, voir Fiche technique et Distribution.
Captain of His Soul est un film américain réalisé par Gilbert P. Hamilton, sorti en 1918.

## Synopsis
Suivant en cela l'avis de ses fils Horace et Henry, Ebenezer Boyce transmet le contrôle de son usine à Martin. Malheureusement, la découverte du manque d'honnêteté de Martin tue le vieil homme. Lorsque Martin est découvert mort, les deux frères se suspectent mutuellement. Ils sont tous deux amoureux de Myra mais, comme celle-ci préfère Horace, Henry, de rage, accuse en public son frère de meurtre. Annette De Searcy, la maîtresse de Martin, avoue finalement qu'elle a tué Martin en légitime défense. Horace, disculpé, rejoint Myra.

## Fiche technique
- Titre original : Captain of His Soul
- Réalisation : Gilbert P. Hamilton
- Scénario : Lillian Ducey, d'après une histoire de Eleanor Talbot Kinkead
- Photographie : Tom Buckingham
- Société de production : Triangle Film Corporation
- Société de distribution : Triangle Distributing Corporation
- Pays de production :  États-Unis
- Langue originale : anglais
- Format : noir et blanc — 35 mm — 1,37:1 — Film muet
- Genre : Film policier
- Durée : 50 minutes (5 bobines)
- Date de sortie : 
  - États-Unis : 10 février 1918
- Licence : Domaine public

## Distribution
- William Desmond : Horace Boyce
- Claire McDowell : Annette De Searcy
- Charles Gunn : Henry Boyce
- Jack Richardson : Martin
- Walt Whitman : Ebenezer Boyce
- Jules Friquet : Rollins
- Mitzi Gould : Myra
- Eugene Burr : Reggie Van Fleet
- Percy Challenger : la mari d'Annette
- Lucretia Harris : Mammy